# Рамско-затоњска пешчара
Рамско-затоњска пешчара је пешчара Дунавског слива Карпатске Србије, између места Рам и Затоње на Дунаву.
У ширем смислу припада делу ланца пешчара у микрорегиону Источне Србије (види: Пешчара), због њиховог сличног порекла – еолско извејавање Дунавског наноса. Пешчара се наслања на атрактивну туристичку дестинацију са Сребрним језером и Рамском тврђавом, те је део богатог пејзажа овог дела Подунавља (Пожаревачко подунавље).
Административно се налази у Општини Велико Градиште и покрива приближно 18 km² од чега ефективна површина пешчарског карактера износи много мање, фрагментарног је карактера.

## Изглед, живи свет
Пешчара је релативно мала, с југа затворена ланцем шумовитих брда (Велико брдо) од којих је са 324 м надморске висине највише брдо Анатема. На северу пешчаре се истиче брдо Горица са 282 метара надморске висине. Сама пешчара је ниско, знатно ниже од 200 метара, а релативне висинске разлике на њеној површини су 3-4 (10) метара, с карактером динског рељефа. Подручје од Рама до Затоња покривају запарложене парцеле, које указују на то да је у прошлости постојао покушај да се песак у целости култивише, те је настао полу-природно мозаични пејзаж, у коме се остаци праве пешчаре могу видети делимично. Пут у правцу југоистока води ка Сребрном језеру, преко травнатих и делом песковитих брда са којих се простире поглед ка супротној румунској обали и ушћу реке Нере у Дунав.
Вредност пешчаре поред предеоног и пејзажног карактера налази се у јединственом геолошком и биолошком богатству. У погледу заштите природе нарочито су значајна станишта са отвореним песком, којих је све мање. Због историјске тежње да се покретни песак веже – садњом (често алохтоног) дрвећа – те да се сваки педаљ природе уреди, данас имамо само делиће правих пешчара.
Што се биљног покривача тиче, Рамско-затоњску пешчару покрива степска вегетација са затвореном сукцесијом трава. Флору подручја о којој и данас мало знамо (нпр. пешчарски различак, пешчарски мразовац, пешчарско ковиље, шушуљак пешчарски и др.), проучавао је још Јосиф Панчић, a богата је и орнитофауна (на пример пчеларица, пиргаста грмуша, стрнадица жутовољка, виноградска стрнадица, степска трептељка, шумска шева, јаребица и др.).